# Sinfonía n.º 7 (Beethoven)
La Sinfonía n.º 7 en la mayor, Op. 92 fue compuesta por Ludwig van Beethoven entre 1811 y 1812. Es la séptima de sus nueve sinfonías. La partitura está dedicada al conde Moritz von Fries.

## Historia

### Composición

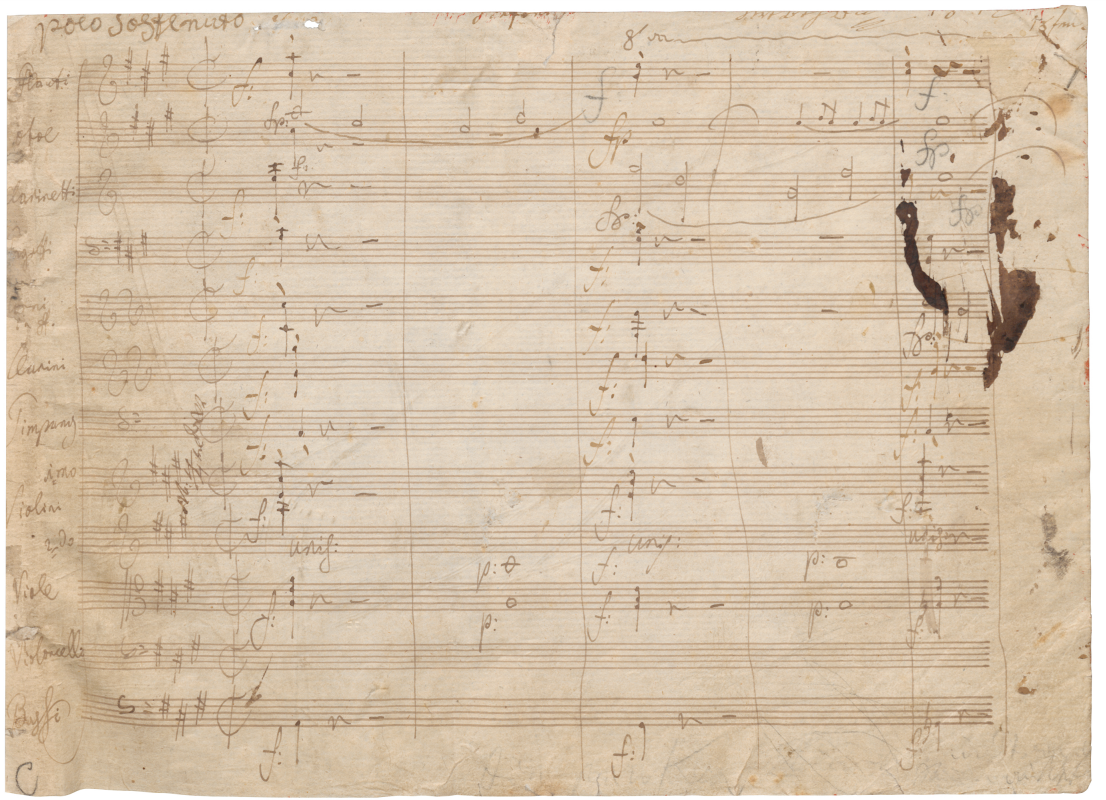
Primera página de la partitura autógrafa.

La composición de esta pieza se desarrolló desde septiembre de 1811 hasta abril de 1812. Beethoven escribió en la partitura autógrafa de esta sinfonía "1812, 13 de agosto", probablemente refiriéndose a su fecha de finalización. Había trabajado en ella durante el año anterior y en el invierno de 1811-1812, principalmente utilizando el llamado Cuaderno de bocetos Petter que se encuentra expuesto en la Beethoven-Haus.
En esta época el compositor, de 41 años, estaba cuidando su salud en un balneario en la ciudad bohemia de Teplice. Allí estaba recibiendo tratamiento para su creciente sordera causada por la otosclerosis. En la primera página del Cuaderno de conversaciones, Beethoven anotó que un algodón en sus oídos detenía los silbidos cuando tocaba el piano. El año 1812 estuvo cargado de acontecimientos relevantes en la vida del compositor, el mes de julio fue especialmente notable. Conoció por fin a Johann Wolfgang von Goethe en Teplice, aunque se sintió decepcionado al encontrar (en su opinión) a un cortesano envejecido que ya no era un incendiario ni un demócrata afín; peor aún, un diletante musical. Compartió con él sus más profundos tormentos patrióticos ante el desenlace de la guerra. Una semana antes de aquella única reunión de gigantes alemanes, Beethoven había escrito la carta a su misteriosa "amada inmortal" que se descubrió póstumamente en un cajón secreto. Hacia finales de año, se inmiscuyó sin proponérselo en los asuntos de su hermano menor, Johann, que convivía felizmente con un ama de llaves. Coincidió además con el terrible período de la campaña rusa de 1812 de las guerras napoleónicas (1803-1815).

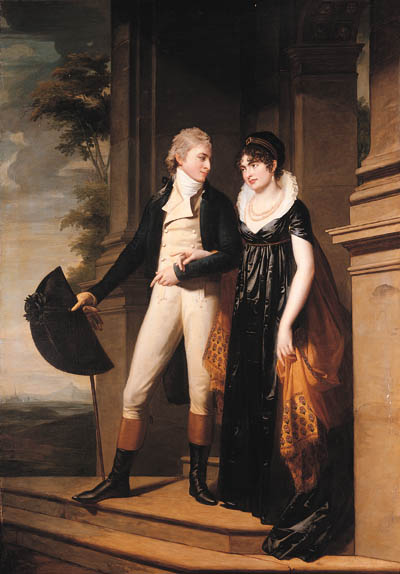
Conde Moritz von Fries, dedicatario de esta obra, con su esposa (Jean-Laurent Mosnier, c. 1801).

De algún modo, encontró tiempo para componer la última de sus diez sonatas para violín y para completar un nuevo par de sinfonías, las Sinfonías n.º 7 y la n.º 8, ambas comenzadas en 1809. A pesar del continuo deterioro de su audición, la Séptima expresa claramente alegría, felicidad y ganas de vivir. Habían pasado cuatro años desde su anterior sinfonía que había sido la Sinfonía n.° 6 “Pastoral” en 1808. Entre la finalización de la Sexta y el inicio de la Séptima se dedicó a crear otras obras como su Concierto para piano n.° 5 de 1809 o el Egmont basado en la obra de Goethe de 1810.

### Estreno
En principio había planeado estrenar la sinfonía en Graz en un concierto benéfico para las ursulinas organizado por Joseph von Varena, pero este plan nunca se llevó a cabo. En su lugar, el estreno se celebró el 8 de diciembre de 1813 en la Universidad de Viena, durante un concierto benéfico para los soldados heridos en la batalla de Hanau y la repitió cuatro noches más tarde por petición popular. El propio Beethoven dirigía una orquesta repleta de músicos con ilustres cualidades, tales como Louis Spohr, Giacomo Meyerbeer, Mauro Giuliani, Johann Nepomuk Hummel, Ignaz Moscheles, Domenico Dragonetti, Andreas Romberg y Antonio Salieri, que también dirigía la orquesta. El programa incluía también el estreno de La victoria de Wellington.
La primera edición fue publicada por el editor Sigmund Anton Steiner en mayo de 1816 en Viena.

## Instrumentación
La partitura está escrita para una orquesta formada por:
- Viento madera: 2 flautas, 2 oboes, 2 clarinetes en la, 2 fagotes.
- Viento metal: 2 trompas en la (en los movimientos centrales, una en mi y otra en re), 2 trompetas en re.
- Percusión: 2 timbales (afinados en re y en la).
- Cuerda: una sección de cuerdas con violines I y II, violas, violonchelos y contrabajos.

## Estructura y análisis
La sinfonía tiene cuatro movimientos:
- I. Poco sostenuto 4
4 – Vivace, en la mayor 6
8
- II. Allegretto, en la menor 2
4
- III. Presto, en fa mayor 3
4
- IV. Allegro con brio, en la mayor 2
4

La interpretación de esta obra dura aproximadamente 34 minutos. Esta pieza, totalmente abstracta y absolutamente sinfónica, supuso su ruptura definitiva con las convenciones estilísticas practicadas por Mozart, Haydn y otros menos conocidos. Estiró las reglas armónicas y dio amplitud a formas sinfónicas que Haydn y Mozart anticiparon. Si, en su música orquestal, Beethoven fue el último clasicista austro-alemán, señaló a quienes le siguieron el camino del Romanticismo.

### I.Poco sostenuto – Vivace
El primer movimiento, Poco sostenuto - Vivace, está escrito en la tonalidad de la mayor, en compás de 4/4 que pasa a 6/8 en el Vivace y sigue la forma sonata. Se inicia con una introducción lenta, como ocurre en las Sinfonías n. º 1, n.º 2 y n.º 4. Mientras que la introducción Poco sostenuto comienza observando las reglas de armonía consagradas por el tiempo, en 62 compases modula de La mayor a las tonalidades ajenas de do mayor y fa mayor, y luego de vuelta. La transición del solemne del compás de 4/4 al de 6/8 para el equilibrio de un movimiento vivace imperecedero (en forma sonata) ejemplifica aún más el estiramiento conceptual de Beethoven.
El Vivace ( = 104) también está en forma sonata y está dominado por ritmos con puntillo de danza, cambios dinámicos bruscos y modulaciones abruptas. A continuación se muestra el primer tema del Vivace.

### II.Allegretto

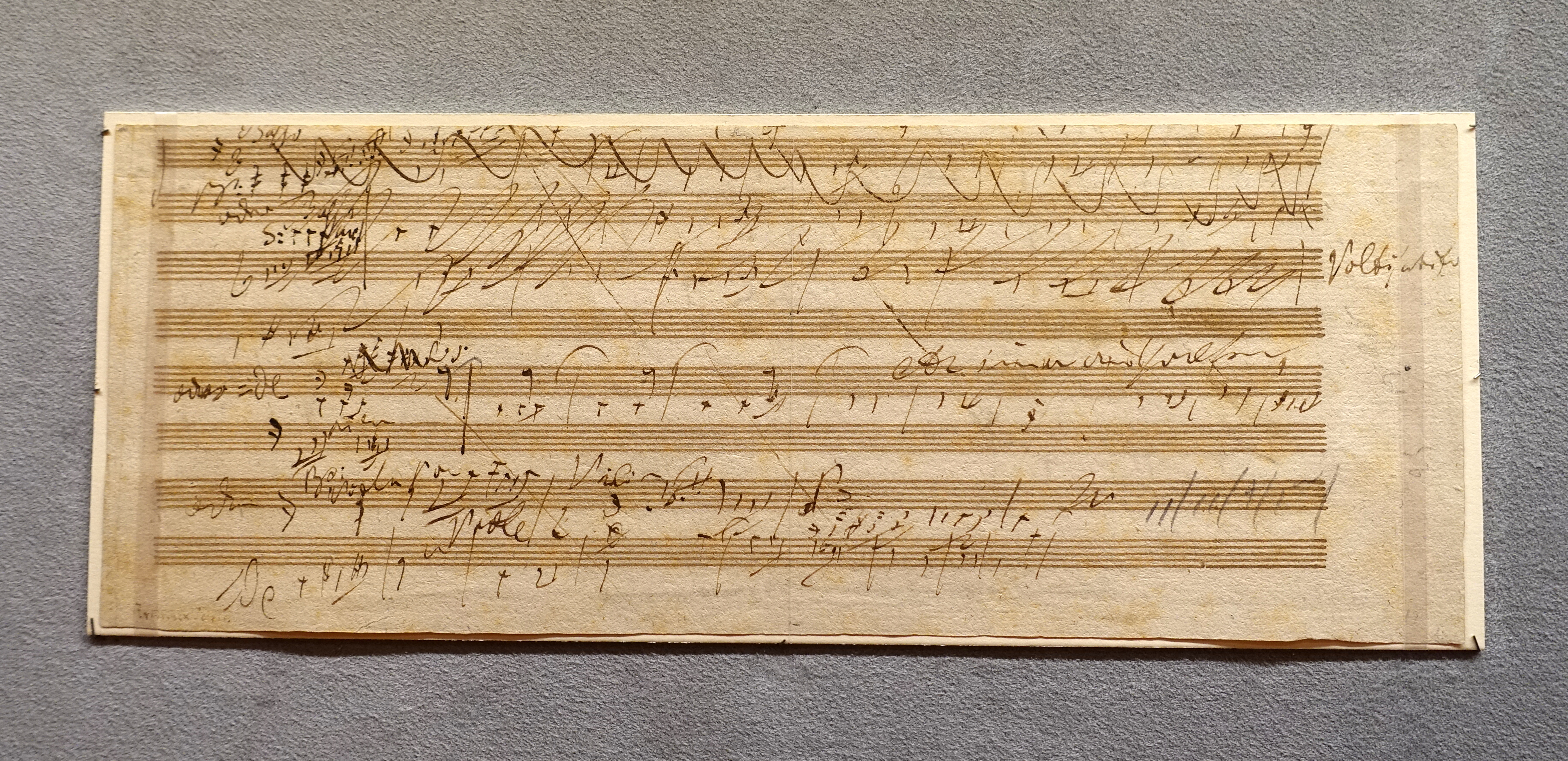
Bocetos del segundo movimiento (The Morgan Library & Museum).

El segundo movimiento, Allegretto, está en la menor, en compás de 2/4 y la forma corresponde a un tema con variaciones de dos temas contrastantes. A partir de la marcha fúnebre de 20 minutos de su Sinfonía Eroica, el compositor creó un movimiento "lento" Allegretto. Es más pausado sólo en comparación con los otros tres movimientos. Muy a menudo se interpreta excesivamente lento debido a la tradición de escribir los segundos movimientos en tempo Adagio o Lento, aunque aquí Beethoven rompe con esta tradición debido simplemente a que para formular el contraste entre el Vivace y el Presto no es necesario bajar el tiempo hasta un Lento. Estableció un ambiente fúnebre (sin que fuera específicamente elegíaco) mediante la repetición de un motivo rítmico de 2/4 en la menor, la tonalidad más sombría de la escala temperada. El primer tema comienza solo con las cuerdas. A medida que avanza el movimiento se van introduciendo los demás instrumentos de la orquesta hasta llegar al tutti en fortissimo. El ostinato de una negra, dos corcheas y dos negras es oído repetidamente.
En el estreno el público pidió que se repitiera la interpretación de este movimiento, que ha sido muy popular desde entonces.

### III.Presto
El tercer movimiento, Presto, está en fa mayor, en compás de 3/4 y sigue la forma ternaria de un scherzo. Esta forma basada en los himnos religiosos de pastores austríacos, es tocada dos veces. Esta expansión de la estructura A-B-A de la forma ternaria para convertirse en A-B-A-B-A fue bastante común en las obras de Beethoven durante este periodo, al igual que en la Sinfonía n.º 4 y en el Cuarteto de cuerda n.º 8. La tonalidad de la menor del movimiento anterior no sólo cumple una función expresiva, sino que nos prepara para la reaparición de fa mayor en un tumultuoso Scherzo a cinco voces. Dos tríos van más despacio (assai meno presto), en re mayor, a gran distancia armónicamente en 1812 de la tónica de la obra. El comienzo de un tercer trío se convierte en una breve coda coronada por cinco acordes fortissimo.

### IV.Allegro con brio
El cuarto y último movimiento, Allegro con brio, retoma la tonalidad inicial, el compás de 2/4 y la forma sonata. Se piensa que puede representar una fiesta o la alegría del dios Baco, entre otros motivos. Aquí más que en ninguna otra parte de su música orquestal, Beethoven se convirtió en un piloto de carreras en palabras de Roger Dettmer. Como en el movimiento "lento", el ritmo es 2/4, pero la forma sonata sustituye al ABA. Y hay una gran coda más larga que la exposición, el desarrollo o la repetición, que, además, empieza en si menor. Pero las modulaciones la devuelven a la mayor a tiempo para una última vuelta trepidante con el acelerador pisado a fondo.
De acuerdo con el historiador de la música Glenn Stanley, Beethoven "explotó la posibilidad de que una sección de cuerda pueda realizar tanto angularidad como contraste rítmico si se utiliza como fondo obbligato", particularmente en la coda, que contiene un ejemplo, poco frecuente en la música de Beethoven, de la indicación dinámica fff.
En su libro Beethoven and his Nine Symphonies, George Grove escribió: "La fuerza que reina a lo largo de este movimiento es literalmente prodigiosa, y recuerda a Ram Dass, el héroe de Carlyle, que tiene 'fuego suficiente en su vientre para quemar el mundo entero'". Donald Tovey, en sus Ensayos de análisis musical, comentó la "furia báquica" de este movimiento, y muchos otros escritores se han referido a su arremolinada energía danzante. El tema principal es una precisa variante en compás dúplice del ritornello instrumental del arreglo del propio Beethoven de la canción popular irlandesa "Save me from the grave and wise", n.º 8 de sus Doce canciones populares irlandesas, WoO 154.

## Recepción de la obra
La pieza fue muy bien acogida por el público y la crítica del momento y el Allegretto tuvo que ser repetido el día del estreno. En aquella época, el éxito público de Beethoven estaba en su apogeo. El crítico musical Theodor W. Adorno llegó a calificarla de "la sinfonía por excelencia". Muy parecida fue la reseña de un crítico del Wiener Allgemeine Zeitung:

«La naturaleza clásica de las sinfonías del Sr. van Beethoven, el más grande compositor instrumental de nuestros tiempos, es generalmente reconocida. Esta nueva sinfonía no causa menos admiración a su compositor que las anteriores, y puede ser una ventaja de la nueva que sus partes sean tan claras, sus temas tan agradables y fáciles de entender, de modo que los amantes de la música no necesitan ser entendidos para disfrutarla y quedar encantados por su belleza. Un análisis detallado de la sinfonía, a pesar de su alcance, nunca sería suficiente para describir el cuadro completo para los lectores que no escucharon la interpretación. Para apreciar las obras de arte, hay que estar presente. El Sr. van Beethoven no definió el carácter de esta sinfonía como hizo con otras; pero si podemos hacerlo en su lugar y expresar nuestra humilde opinión, podemos observar que sus diferentes partes nos atraen en un ritmo romántico de las melodías.»

Richard Wagner afirmó en 1849, en Das Kunstwerk der Zukunft (La obra de arte del futuro) —como parte de su búsqueda del concepto estético de la obra de arte total del romanticismo alemán— lo siguiente:

«Esta sinfonía es la apoteosis de la danza (Apotheose des Tanzes): es la danza en su esencia suprema, la realización más lograda del movimiento del cuerpo concentrado casi idealmente en el sonido. Beethoven en sus obras puso música al cuerpo, implementando la fusión de cuerpo y mente.»

Wagner al calificar esta sinfonía de "apoteosis de la danza" pretendía, por supuesto, alabar su espíritu dionisíaco. Pero, según Roger Dettmer, este oxímoron se pegó como las plumas al alquitrán caliente, alentando coreografías irrelevantes y extrañas (de Isadora Duncan y Léonide Massine entre otros) y dando licencia a la apreciación musical para malinterpretar la intención de Beethoven, así como su contenido.

## Discografía selecta
- 1962 – Herbert von Karajan, Berliner Philharmoniker (DG).
- 1971 – Rudolf Kempe, Munchner Philharmoniker (EMI).
- 1976 – Carlos Kleiber, Wiener Philharmoniker (DG).
- 1978 – Leonard Bernstein, Wiener Philharmoniker (DG).
- 1999 – Claudio Abbado, Berliner Philharmoniker (DG).

## En la cultura popular
Esta obra, en especial el Allegretto, ha servido de inspiración a artistas musicales de diversos géneros musicales para crear sus propias versiones. Tanto las adaptaciones como las interpretaciones de la pieza original han sido incluidas en multitud de bandas sonoras de películas, programas de televisión, videojuegos, etc.

### Adaptaciones
El segundo movimiento, Allegretto, dio lugar a varias versiones y reinterpretaciones, entre ellas destacan:
- 1968 – "Exposition/We Can Work It Out", pieza del álbum The Book of Taliesyn de la banda británica de rock Deep Purple incluye al inicio una versión del principio del Allegretto.
- 1970 – "Poème Sur La 7e", tema incluido en el disco Vie del cantante francés Johnny Hallyday en el que se escucha de fondo el Allegretto mientras el cantante recita un poema.
- 1979 – "La Marche Funèbre Des Enfants Morts Dans L'Année" canción del álbum Inventaire del cantautor francés Henri Tachan en cuya parte final se escucha el Allegretto.
- 1981 – "Symphonix", pista incluida en el álbum homónimo del dúo de música electrónica francés Space Art en la que suena de fondo el segundo movimiento.
- 1991 – "Magic's Back", tema para la película The Ghosts of Oxford Street de Malcolm McLaren feat. Alison Limerick en el que aparece varias veces de fondo el tema inicial del Allegretto.
- 2000 – "Symphonie", pista del disco Poussières D'Étoiles de la cantante francesa Norma Ray que usa durante toda la canción el famoso tema del Allegretto.

### Inclusión en bandas sonoras
- 1933 – I Was a Spy, película de Victor Saville.
- 1934 – The Black Cat, película de Edgar George Ulmer.
- 1961 – Lola, película de Jacques Demy en la que el Allegretto fue usado hacia el final de la cinta.
- 1974 – Zardoz, película de John Boorman en la que el compositor David Munrow se basó en el Allegretto para componer la banda sonora del film.
- 1983 – La Crime, película de Philippe Labro.
- 1981 – Los unos y los otros, película de Claude Lelouch en la que el bailarín argentino Jorge Donn interpreta una coreografía de danza clásica con el último movimiento de esta sinfonía.
- 1982 – El diario rojo, película de Juan Carlos Olaria en cuya escena final suena el Allegretto.
- 1995 – Mr. Holland's Opus, película de Stephen Herek en la que aparece el Allegretto.

- 1997 – Fotografiando hadas, película de Nick Willing en la que suena el Allegretto.
- 2002 – Irreversible, película de Gaspar Noé en la que se escucha el Allegretto en la escena final.
- 2002 – Las aventuras de Dios, película de Eliseo Subiela en la que el Allegretto hace parte de la música.
- 2002 – Los simuladores, serie cuyo segundo capítulo de la temporada 1 comienza con un fragmento del Allegretto.
- 2002 – Cravate Club, película de Frédéric Jardin.
- 2002 – Taking Sides, película de István Szabó.
- 2003 – The Saddest Music in the World, película de Guy Maddin.
- 2003 – Tiresia, película de Bertrand Bonello.
- 2003 – One Last Dance, película de Lisa Niemi.
- 2004 – La Marche de l'empereur, documental de Luc Jacquet.
- 2006 – Nodame Cantabile (のだめカンタービレ, Nodame Kantābire), serie de manga japonesa de Kenichi Kasai.

- 2007 – The Man from Earth, película de Richard Schenkman en la que es explícitamente reproducida y nombrada para apoyar la historia que narra el supuesto hombre inmortal.
- 2009 – Señales del futuro (Knowing), película de Alex Proyas en la que aparece el Allegretto en varias ocasiones.
- 2010 – El discurso del rey, película de Tom Hooper se escucha un fragmento del Allegretto en el discurso final que da Jorge VI representado por el actor Colin Firth.
- 2016 – X-Men: Apocalipsis, película  de Bryan Singer en la que la sinfonía aparece en el momento en que el villano Apocalipsis comienza con la destrucción del planeta Tierra.
- 2016 – Uncharted 4: El desenlace del ladrón, videojuego en el que el protagonista, en su infancia, encuentra un gramófono con un disco donde suena un fragmento del Allegretto.
- 2019 – Watchmen, serie en cuyo cuarto episodio aparece el Allegretto en una de las escenas centradas en Ozymandias.